# 杨汝清
杨汝清（1970年3月21日—2018年10月13日），号水木心斋，字杭之，生于河北张家口，儒家学者、苇杭书院山长。2018年10月13日上午10时，因心脏病突发逝世于江西九江。

## 生平
1992年～1999年，杨汝清在张家口的一所监狱担任警察，1999年辞职。2001年～2003年，杨汝清就读于清华大学法学院，2003年毕业。2001年～2006年，杨汝清在北京的一耽学堂任义工讲授课程，并主管宣传。2006年底，杨汝清在北京创建苇杭书院。2009年冬，杨汝清在苇杭书院举办以“孝”为议题的年度会讲，随后8年，又分别以“礼”、“信”、“耻”、“廉”、“义”、“和”、“忠”、“恕”为题举行了8期会讲。2018年10月13日，杨汝清因心脏病突发，在出差途中逝世于江西九江火车站，享年48岁。

## 著作
| 著作名称                                  | 出版社             | 出版时间  | ISBN          |
| ----------------------------------------- | ------------------ | --------- | ------------- |
| 《大孝至尊—<孝经>与成功人生》（音像作品） | 北京高教音像出版社 | 2009年5月 |               |
| 《<孝经>与成功人生》                      | 吉林出版集团       | 2010年5月 | 9787546329314 |
| 《论语玩诵本》                            | 中国纺织出版社     | 2015年1月 | 9787518013050 |